# Angelsaksisk religion
Angelsaksisk religion betegner den før-kristne religion, som blev praktiseret i det angelsaksisk-dominerede England fra 5. til 7. århundrede, dvs. fra den angelsaksiske erobring til overgangen til kristendommen.

## Oprindelse og historie
Angelsakserne bestod ifølge den Angelsaksiske krønike af tre stammer: anglerne, sakserne og jyderne. Da det romerske styre kollapsede i provinsen Britannia, indvandrede befolkningsgrupper fra det sydlige Skandinavien, Nordtyskland og Nederlandene. De grundlagde nye kongeriger i det nuværende England; lignende begivenheder fandt sted samtidig i de øvrige romerske provinser i "Folkevandringstiden". Det er fra disse germanske indvandrere det moderne engelske sprog stammer.
Den angelsaksiske religion og mytologi er kun bevaret i meget fragmentarisk form, men de elementer, der kendes i dag, viser en religion, som er nært beslægtet med den nordiske og sydgermanske. Ved at sammenligne levn fra den hedenske angelsaksiske tradition med de yngre nordiske (især islandske) kilder og samtidige levn fra det øvrige germanske område har religionsforskere og historikere kunnet sammenstykke et billede af den før-kristne religion i England. De islandske kilder blev først nedskrevet i højmiddelalderen, da landets befolkning for længst var gået over til kristendommen, men alligevel havde bevaret en omfattende viden om tidligere tiders traditioner. Sammenligningen med det flere hundreder år yngre islandske materiale bygger på slægtskabet mellem de to kulturer, der strækker sig tilbage til 6. århundredes Sydskandinavien.
Den angelsaksiske kultur var i hedensk tid overvejende skriftløs, og historier, myter og legender blev overleveret mundtligt. Myterne blev hovedsageligt fortalt på vers. Det er både er lettere at huske og forvanskes sjældnere. Disse vers blev i England delt af grupper af omrejsende skjalde, kaldet scops.

## Forestillinger
Et central emne i den angelsaksiske religion var forestillingen om Wyrd (et ord der etymologisk er beslægtet med det danske ”at være” og det tyske "werden"), normalt bruges ordet "skæbne" som oversættelse, men den moderne term dækker langtfra de samme betydninger. Fra nordiske forhold kendes en mulig parallel i konceptet "lykke". En andet væsentligt element var ideen om eksistensen af en række forskellige overnaturlige væsner, fx "elfs” (jf. nordisk: alf) og "etins" (jf. nordisk: jætte). Ofte de eksempler på ord der indeholder begrebet "elf" i det bevarede kildemateriale oversættelser fra græske eller latinske betegnelser; fx "wæterelf" for "nymfe".
Angelsaksernes germanske oprindelse betød, at de dyrkede guder lignede dem fra den nordiske mytologi. De optræder dog med navne, der er en smule anderledes. Det skyldes hovedsageligt dialektale forskelle mellem de germanske sprog; angelsaksernes Þunor er fx nært knyttet til den nordiske Thor og sydgermanske Donar, ligesom Woden, Odin og Wodan.

### Guderne
Angelsaksisk religion var polyteistisk: der indgik flere guddomme i kulten. Vi kender en instruktion fra pave Gregorius til munken Augustin, der befaler ham at ødelægge statuer af guderne og benytte de templer, de stod i, til kristne gudstjenester. Heraf har man sluttet at angelsakserne byggede templer, der var ramme om en rituel praksis. [kilde mangler]

#### Éses
Ése ligner i hovedtræk de nordiske guder, Aser.
Woden var leder af den vilde jagt og ham, der bragte de døde fra de levendes land til dødsriget. Han var tilsyneladende identisk med den nordiske Odin og var hovedgud i den før-kristne periode og stamfader til heltene Hengest og Horsa, to legendariske personer fra den tidligste engelske historie; størstedelen af de tidligste angelsaksiske konger hævdede ligeledes slægtskab med Woden. Han har givet navn til Wednesday ("Woden's day" – onsdag).
Fríge (jf. nordisk Frigg) var kærlighedsgudinde og Wodens hustru. Han har givet navn til Friday ("Fríge's day" – fredag).
Þunor (jf. nordisk: Thor) var tordengud, og kontrollerede himmel og vejr. Han beskyttede menneskeheden mod "etins" (jf. nordisk: jætter). Han var især populær blandt almindelige mennesker, modsat Odin der især var høvdingene og kongernes gud. Han har givet navn til Thursday ("Þunor 's day" – Torsdag).
Tiw (jf. nordisk: Tyr) var krigsgud og har givet til Thuesday ("Tiw's day" – tirsdag). Oprindeligt var han måske hovedgud, som ble erstattet af Woden.
Andre guddomme:
| Angelsaksisk navn | Oldhøjtysk       | Nordisk          |
| ----------------- | ---------------- | ---------------- |
| Seaxnéat          | Saxnôte          | ingen ækvivalent |
| Géat              | Gausus           | Gautr            |
| Éostre            | ingen ækvivalent | ingen ækvivalent |
| Ing               | ingen ækvivalent | Yngvi-Freyr      |
| Baldaeg           | Balder           | Baldr            |

Eostre var ifølge Beda en gudinde der blev fejret ved en fest om foråret. Navnet kom fra det gamle germanske navn for april, Eostur-monath. Beda fortæller at det engelske navn easter for den kristne højtid påske stammede fra denne gud. Eostre kendes i dag udelukkende fra Bedas omtale.

#### Heltefigurer
Hengest og Horsa optræder i historiske kilder som anførere for de tidligste angelsaksiske indfald i det sydlige England, og noget tyder på, at de senere blev tillagt guddommelige egenskaber. Deres navne kan have haft religiøs betydning, da Hengest betyder "hingst" og Horsa "hest". Hesten havde stor mytologisk betydning i angelsaksisk kultur.
En anden helt var Weyland, Wayland eller Welund, en legendarisk smed, der kendes fra Norden som Vølund. Han var sandsynligvis af alfeæt og besad evnen til at skifte ham, ligesom hans hustru, som var svanemø og valkyrie. Han er bl.a. afbilledet på et skrin fra Sutton Hoo, hvor han muligvis symboliserede rigdom og partnerskab.

### Ritualer
Blot var ofring, og november var i oldengelsk kendt som blótmónað, som det blev beskrevet af Beda :
Se mónaþ is nemned on Léden Novembris, and on úre geþeóde blótmónaþ, forðon úre yldran, ðá hý hǽðene wǽron, on ðam mónþe hý bleóton á, ðæt is, ðæt hý betǽhton and benémdon hyra deófolgyldum ða neát ða ðe hý woldon syllan.
"Denne måned kaldes på latin Novembris, og i vores sprog offermåneden, fordi vores forfædre, da de var hedninge, altid ofrede i denne måned. Det betyder at de tog det kvæg som de ønskede at ofre og gav det til deres afguder." 
Det moderne engelske ord for "velsigne", "bless" stammer fra det hypotetiske protogermanske ord *blothisojan, der betyder "at smøre med blod" (dvs. blod fra en ofring).
En andet udbredt ceremoni var symbel, et rituelt drikkegilde, hvorunder deltagerne opnåede mystisk ekstase og modtog åbenbaringer gennem indtagelse af alkoholrige drikkevarer, hovedsageligt mjød. Disse åbenbaringer blev typisk associeret med divination og ønsket om opnåelse af lykke gennem en styrket forbindelse til de kræfter, der kontrollerede skæbnen og wyrd. De deltagere, der ikke tog del i selve drikkeriet, var symbelgifa (værten), scop (skjald), alekeeper (som serverede øllet) og en þyle (der skulle sørge for ro og orden under ritualet).

## Religionsskiftet
Overgangen fra hedenskab til kristendom skete gradvis i det 7. århundrede. Den kristne mission havde udgangspunkt dels i Irland og de kristne keltere, dels i den romersk-katolske kirke, som havde en stærk position i Frankerriget på det europæiske kontinent.
En genstand med religiøs betydning, der har overlevet siden den tidligt kristne tid, er Franks Casket, der findes på British Museum. Det er en æske fremstillet af hvalknogle, som pga. den håndværksmæssige høje standard sandsynlgvis har tilhørt en angelsaksisk konge. Den er udsmykket med scener fra både germanske og kristne legender og med runeindskrifter. Teksten er blevet tolket som en trylleformular, der skulle påvirke ejermandens wyrd, dvs. skæbne eller lykke.
Katolicismen blev genintroduceret på de britiske øer af Augustin af Canterbury i 579, og den sidste hedenske angelsaksiske konge var Cædwalla af Wessex, som døde i 689. Den traditionelle før-kristne religion forsvandt dog ikke fuldstændigt, men levede videre hos især landbefolkningen; som i de øvrige germanske lande blev mange af de gamle religiøse forestillinger en del af den lokale folklore. Mange stednavne bærer stadig præg af den traditionelle angelsaksiske religion. Fx er byerne Woodway House, Wansdyke, Thundersley og Frigedene alle navngivet efter de gamle guder. [kilde mangler]

### Kristen forfølgelse af angelsaksisk religion
De tidlige kristne forsøg på at udrydde de angelsaksiske magiske traditioner afslører, hvor stor betydning disse ritualer havde også efter kristendommen var blevet dominerende. Beskrivelserne af denne forfølgelse er nogle af de vigtigste kilder til angelsaksisk religion og til, hvor stærk troen på de overnaturlige væsner af før-kristen oprindelse fortsatte med at være.
"We enjoin, that every priest zealously promote Christianity, and totally extinguish every heathenism; and forbid well worshipings, and necromancies, and divinations, and enchantments, and man worshipings, and the vain practices which are carried on with various spells, and with "frithsplots", and with elders, and also with various other trees, and with stones, and with many various delusions, with which men do much of what they should not. — And we enjoin, that every Christian man zealously accustom his children to Christianity, and teach them the Paternoster and the Creed. And we enjoin, that on feast days heathen songs and devil's games be abstained from.'" (fra Edgar af England kanoniske love (959 e.v.t.))
Eksempler som dette viser, at magiske ritualer med rod i før-kristne traditioner i 10. århundrede stadig var vidt udbredte. Det viser også, at vand, træer og sten indgik i den religiøse praksis på forskellig vis. Omtalen af frithspottum viser at begrebet frith (jf. moderne dansk: fred) blev relateret til mange forhold; frith havde dog tidligere flere bibetydninger og større religiøs betydning end begrebet fred har i vore dage. [kilde mangler]